# S Club 8
S Club 8, zuvor S Club Juniors, ist die Nachfolgegruppe der britischen Popband S Club 7. 

## Bandgeschichte
Aaron Renfree, Calvin Goldspink, Daisy Evans, Frankie Sandford, Hannah Richings, Jay Asforis, Rochelle Wiseman und Stacey McClean wurden 2001 von S Club 7 in der CBBC-Sendung S Club Search unter tausenden Bewerbern ausgesucht, um bei deren Konzert in der Wembley Arena unter dem Namen „S Club Juniors“ aufzutreten. Aufgrund des großen Erfolgs erhielt die Formation daraufhin einen eigenen Plattenvertrag bei Polydor.
2002 erschien die erste Single One Step Closer, die auf Platz 2 der UK-Charts stieg. Auch die Folgesingles Automatic High und New Direction erreichten im selben Jahr den 2. Platz, Puppy Love / Sleigh Ride kam zum Jahresende auf Platz 6. Das zugehörige Album Together erklomm Platz 5 der Charts.
Weil sich die Band nun zu alt fühlte, den Namen „Juniors“ zu tragen, erfolgte 2003 die Umbenennung in „S Club 8“. Fool No More und Sundown stiegen auf Platz 4 der britischen Single-Hitparade, Don’t Tell Me You’re Sorry verfehlte Anfang 2004 auf Platz 11 nur knapp die Top 10. Das Album Sundown konnte den Erfolg des Vorgängers nicht wiederholen und kam lediglich auf Platz 13.
2004 waren die Mitglieder der Gruppe neben weiteren Darstellern der britischen Kindermusical-Fernsehcomedy I Dream auf der LP Say It’s Alright zu hören. Das Album blieb weitgehend unbeachtet und konnte sich nicht in den Charts platzieren. Lediglich die Auskopplung Dreaming schaffte es auf Platz 19 der UK Top 40. 2005 trennte sich die Band.

## Diskografie

### Studioalben
| Jahr | Titel                     | Höchstplatzierung, Gesamtwochen, AuszeichnungChartsChartplatzierungen (Jahr, Titel, Platzierungen, Wochen, Auszeichnungen, Anmerkungen) | Anmerkungen                                               |
| Jahr | Titel                     | UK | Anmerkungen                                               |
| ---- | ------------------------- | --- | --------------------------------------------------------- |
| 2002 | Together                  | UK5 Platin · (16 Wo.)UK | Erstveröffentlichung: 21. Oktober 2002 als S Club Juniors |
| 2003 | Sundown                   | UK13 Silber · (6 Wo.)UK | Erstveröffentlichung: 13. Oktober 2003 als S Club 8       |
| 2004 | Welcome to Avalon Heights | — | Erstveröffentlichung: 2004 als I Dream                    |

### Singles
| Jahr | Titel Album                                | Höchstplatzierung, Gesamtwochen, AuszeichnungChartsChartplatzierungen (Jahr, Titel, Album, Platzierungen, Wochen, Auszeichnungen, Anmerkungen) | Anmerkungen                                               |
| Jahr | Titel Album                                | UK | Anmerkungen                                               |
| ---- | ------------------------------------------ | --- | --------------------------------------------------------- |
| 2002 | One Step Closer Together                   | UK2 Silber · (18 Wo.)UK | Erstveröffentlichung: 22. April 2002 als S Club Juniors   |
| 2002 | Automatic High Together                    | UK2 Silber · (16 Wo.)UK | Erstveröffentlichung: 22. Juli 2002 als S Club Juniors    |
| 2002 | New Direction Together                     | UK2 (13 Wo.)UK | Erstveröffentlichung: 7. Oktober 2002 als S Club Juniors  |
| 2002 | Puppy Love / Sleigh Ride Together          | UK6 (13 Wo.)UK | Erstveröffentlichung: 9. Dezember 2002 als S Club Juniors |
| 2003 | Fool No More Sundown                       | UK4 (11 Wo.)UK | Erstveröffentlichung: 30. Juni 2003 als S Club 8          |
| 2003 | Sundown                                    | UK4 (14 Wo.)UK | Erstveröffentlichung: 29. September 2003 als S Club 8     |
| 2003 | Don’t Tell Me You’re Sorry Sundown         | UK11 (8 Wo.)UK | Erstveröffentlichung: 22. Dezember 2003 als S Club 8      |
| 2004 | Say It’s Alright Welcome to Avalon Heights | — | Erstveröffentlichung: 2004 als I Dream                    |
| 2004 | Dreaming Welcome to Avalon Heights         | UK19 (7 Wo.)UK | Erstveröffentlichung: 15. November 2004 als I Dream       |